# Хоболин
Хоболин — главная крепость западнославянских племëн брежан, гавелян и нелетичей, относившихся к полабским славянам, населявшим область средней Лабы и нижнего Хафеля.
В 948 году император Оттон I Великий установил немецкий контроль над большинством славянского населения этих земель и создал епископство в Хоболине и Браниборе (Бренне). После его смерти в 982 году славянские племена восстали. Германцы тогда потеряли значительную часть приобретённых земель и вынуждены были отступить к западу от Эльбы. Хоболин был захвачен восставшими, а епископ низвергнут.
В 1134 году после успешной кампании против славян Северную марку от императора Лотаря II (III) получил Альбрехт Медведь. В 1157 году она была преобразована в Бранденбургскую марку
После завоевания Хоболин положил начало Хафельбергу